# Kunchena Halli, Shimoga
Kunchena Halli là một làng thuộc tehsil Shimoga, huyện Shimoga, bang Karnataka, Ấn Độ.